# Grits, Beans and Greens: The Lost Fontana Studio Sessions 1969
Grits, Beans and Greens: The Lost Fontana Studio Sessions 1969 ist ein Jazzalbum des Saxophonisten Tubby Hayes. Die Aufnahmen entstanden am 24. Juni 1969 in den Philips Studios Stanhope Place für das Plattenlabel Fontana und erschienen am 26. Juli 2019 bei Decca Records / Universal Records als Langspielplatte bzw. Compactdisc sowie als zwei-CD-Set mit bislang unveröffentlichtem Material. Die CD-Box, die samt alternative Takes und Studio-Unterhaltung die Titel der Session in der Reihenfolge ihrer Aufnahme enthält, beinhaltet auch Material aus einer früheren Aufnahmesitzung, in der der Gitarrist Louis Stewart den Pianisten ersetzt.

## Hintergrund
Der britische Tenorsaxophonist Tubby Hayes machte im Jahr 1969 eine Reihe von Aufnahmen: Rumpus mit seiner Bigband (ein Livemitschnitt aus dem Londoner Torrington Pub vom 8. Mai), The Orchestra (eine Fontana-Studioproduktion vom 28. Mai), als Sideman auf einem Titel der Harry South Big Band (am 23. Juni), 200% Proof wiederum mit seiner eigenen Bigband (eine BBC-Rundfunksendung vom 25. Juli), Live 1969 in Quartettbesetzung (6. August), eine Bigband-Studiosession mit Laurie Johnson (Synthesis; Watford Town Hall 8. August), eine Bigband-Session für die BBC (am 24. August), Blue Hayes: the Tempo Anthology (ein Livemitschnitt aus dem Torrington Pub vom 26. Oktober) und Live 1969 (aus dem Londoner Hopbine Club vom 23. Dezember).
Die Bänder von Grits, Beans and Greens wurden entdeckt, als der inzwischen verstorbene Jazzautor und Polygram-Katalog-Manager Richard Cook auf Hayes’ Tagebuch stieß und Einträge mit einer Reihe von Aufnahmesitzungen bemerkte. Anschließend durchsuchte er die Polygram-Archive und entdeckte noch nie veröffentlichte Bänder auf dem Jahr 1969. Cook verließ 1997 das Unternehmen, bevor die Bänder veröffentlicht wurden, und es dauerte angeblich noch bis 2018, als man sich wieder an die Existenz dieser Bänder erinnerte.
Koordiniert von dem Tubby-Hayes-Spezialisten Simon Spillett, der die Aufnahmen in seinem Buch über Hayes (The Long Shadow of the Little Giant) bereits erwähnt hatte, wurden die Bänder von dem High-End-Vinyl-Spezialisten Gearbox Studios zum ersten Mal gemastert und 2019 als The Lost Fontana Studio-Session 1969 herausgegeben.
Die Tubby-Hayes-Band besteht aus dem Pianisten Mike Pyne, dem Bassisten Ron Mathewson und Spike Wells am Schlagzeug.
Auf den drei Versionen von Where Am I Going, die im Mai 1969 entstanden, ist der Pianist durch den irischen Gitarristen Louis Stewart ersetzt.

## Musik des Albums

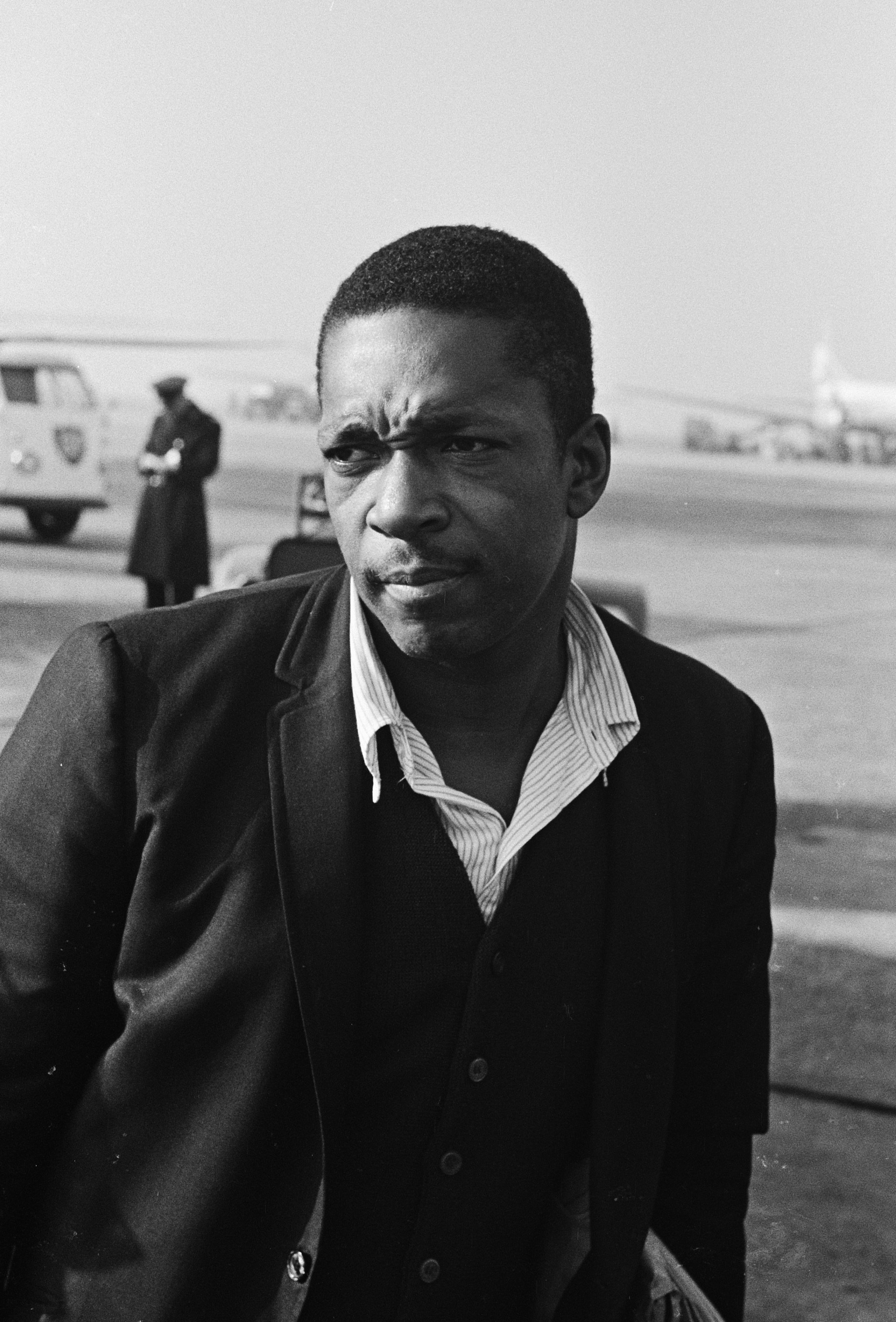
John Coltrane (1963)

Der erste Titel des Albums ist eine Originalkomposition von Hayes mit dem Titel For Members Only. Charles Warland schrieb: „Wir hören, wie der Saxophonist das abzählt und dann eine Explosion wirbelnder Trommeln von Spike Wells, die einen pulsierenden Swing-Groove einleiten, wobei Hayes ein schlängelndes, Coltrane-artiges Hauptthema über der Spitze formuliert. Bevor es jedoch Dampf macht, schaltet das Stück schnell die Gänge runter und die Musik wird für einige Momente diskursiver und abstrakter. Danach geht es richtig los: Mathewsons rasante Basslinie und Wells’ kinetische Drums sorgen dafür, dass der Song rasant voranschreitet. Hayes spielt das erste Solo, dann Pyne, und dann gibt es eine Trading Fours-Sektion, in der Hayes und die gesamte Band sich in Call-and-Response-Passagen mit dem Schlagzeuger Spike Wells abwechseln.“
Es folgt der Titelsong Grits, Beans and Greens, laut Warland weniger direkt als der Anfangstrack. Der Titel zeichne sich durch eine Reihe von flüssigen Saxophonmotiven aus, die sich aus Hayes’ Instrument über einen wirbelnden, manchmal unbeschwerten, rhythmischen Unterton gießen.
Rumpus sei ein Feature der Live-Sets von Hayes aus den späten 1960er-Jahren gewesen; der Titel zeigt, wie sich der Saxophonist stilistisch zu einem fortgeschritteneren und explorativeren Spielweise des Hardbop hin bewegte. „Die melodische Fließfähigkeit des Hauptthemas, kombiniert mit der einschneidenden, spritzigen, hochrhythmischen Art, wie Hayes den Track vorantreibt, spiegelt auch den Einfluss von Coltrane wider“. Die zweite Hälfte der LP beginnt mit Hayes in einer ruhigeren Ballade. Bei der Interpretation der Duke-Pearson-Ballade You Know I Care sei sein Spiel tief melodisch und lyrisch; Mathewson und Wells - wobei letzterer Besen für einen weicheren Klang verwende - schüfen eine sanfte, aber flüssige Kulisse. Das schimmernde Where Am I Going hingegen habe einen „luftigen“, lateinamerikanischen Charakter. „Pynes glitzernde Klavierakkorde geben in einem sanften synkopierten Rhythmus den Ton an, bevor Hayes ein langes Solo beginnt, das geschmeidig, sinnlich und melodisch ist.“

## Titelliste
- Tubby Hayes: Grits, Beans and Greens: The Lost Fontana Studio Sessions 1969[5]

### LP-Ausgabe
1. For Members Only (take 2) 6:26
2. Grit, Beans & Greens (take 4) 6:08
3. Rumpus (take 1) 7:33
4. You Know I Care (take 2; Duke Pearson) 7:04
5. Were Am I Going? (take 3; Cy Coleman/Carolyn Leigh) 9:19

### CD-Edition
1. For Members Only (Take 2)
2. Grits, Beans and Greens (Take 4)
3. Rumpus (Take 1)
4. You Know I Care (Take 2)
5. Where Am I Going? (Take 3)

### 2-CD-Edition
CD1
1. Where Am I Going? (Take 1 May 27th 1969)
2. Where Am I Going? (Take 2 May 27th 1969)
3. Where Am I Going? (Take 3 May 27th 1969)
4. Grits, Beans and Greens (Take 1)
5. For Members Only (Take 1)
6. Where Am I Going? (Take 1 breakdown)
7. For Members Only (Take 2 full version)

CD 2
1. Where Am I Going? (Take 2)
2. Grits, Beans and Greens (Take 2 breakdown)
3. Grits, Beans and Greens (Take 3)
4. Rumpus (Take 1 full version)
5. Where Am I Going? (Take 3 full version)
6. Rumpus (Take 2 breakdown)
7. Rumpus (Take 3 breakdown)
8. Rumpus (Take 4)
9. Grits, Beans and Greens (Take 4 full version)
10. You Know I Care (Take 1 breakdown)
11. You Know I Care (Take 2 full version)

## Rezension
Grits, Beans and Greens: Die Lost Fontana Studio Sessions 1969 stehe den Tubby-Hayes-Alben Mexican Green und 100% Proof in nichts nach, schrieb Tom Jurek in Allmusic und verlieh dem Album 4½ (von 5) Sterne. Zusammen mit einer neuen Band, mit der er versuchte, sich nach zwei Jahren mit gesundheitlichen Problemen, Verhaftungen und anderen Pannen wieder als lebensfähiger Musiker zu etablieren, sei dies sein letztes großartiges Album. Im ersten Titel des Albums, For Members Only, von Wells begonnen, sei Hayes’ Solo „einfallsreich und harmonisch erstaunlich, da es seine eigenen Entwicklungsideen und Faszinationen mit der Jazz-Avantgarde und dem Blues vereint“. Wells, der hier sein Aufnahme-Debüt gefeiert habe, swinge wie verrückt, hält aber Mathewson und seine saftigen, aber hochfliegenden Ideen auf dem Boden, während Pyne fette Comps, Vamps und ein dichtes Solo liefere.
Das folgende Rumpus sei ein „Denkmal für hohe Musikalität“, Hayes’ Solo „in seiner Komplexität und Haptik überwältigend, und die Rhythmusgruppe bietet Raum für Erkundungen“. Abgerundet werde der Set durch „eine wunderschöne, tief empfundene Version von Duke Pearsons unsterblicher Ballade ‚You Know That I Care‘, in der Hayes in seinem Spiel sowohl die Üppigkeit als auch die tiefe Emotion liefere, die Kritiker Lügen srafe, die behaupteten, er spiele lediglich blitzschnell und ohne Gefühl“. Eine spritzige Interpretation in Latin-Rhythmen von Where Am I Going?, einem Titel von Cy Coleman schließt den Set, als Wells die Band in einem Groove vorandrückt, während Hayes und Mathewson direkt miteinander kommunizieren. Pyne bewege sich „von scharfen Montunos zu eleganten, sogar romantischen Post-Bop-Swing, während Hayes Kadenzen mit kurzen Phrasen und nahtlosen Arpeggios kombiniert.“ Die Lost Fontana Studio Sessions 1969 präsentieren sich „als wahrer Jazz-Gral“, resümiert Thom Jurek. Hoffentlich wird es zusammen mit dem Dokumentarfilm Tubby Hayes: A Man in a Hurry eine echte kritische und populäre Neubewertung von Hayes’ Werk auslösen.

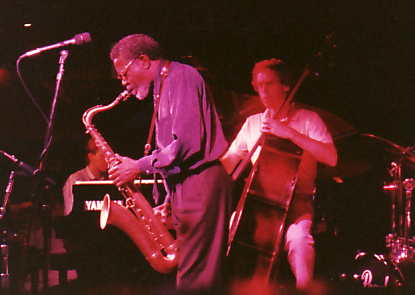
Joe Henderson

Marc Myers lobte in Jazzwax, die Klangqualität der Aufnahmen sei bemerkenswert; sie enthalten mehrere Versionen einzelner Titel, was in vielen Fällen mühsam wäre. Aber hier, bei Hayes, sind sie alle Juwelen. Wie Stan Getz und Joe Henderson in den 1960er-Jahren habe Hayes hell-lyrisch und federnd gespielt. Es gäbe auch keinen schlechten Moment in dieser Edition. Das Album biete viele glorreiche Momente.
Mike Hobart schrieb in Financial Times: „Der unvergleichlich fließende und taumelnde Erfindung[sreichtum], der die Live-Auftritte des britischen Saxophonisten Tubby Hayes kennzeichnete, war eine Naturgewalt, die nur zeitweise im Studio eingefangen wurde. Hayes strotzt vor Energie und experimentiert mit neuen Formen und Strukturen.“ Dieses Set zeige Hayes, wie er sich als Komponist und Arrangeur weiterentwickelt habe und Ideen nachgeht, die immer noch zeitgemäß klingen. Die beiden vollständigen Takes von Where Am I Going? mit Louis Stewart ließen Tubby Hayes noch vorausschauender erscheinen, und mindestens eine dieser Fassungen sollte auf der Vinyl-Veröffentlichung oder der Einzel-CD enthalten sein.
Für Charles Warland ist das Album der Höhepunkt seiner posthumen Veröffentlichungen. „In der Tat, Hayes gehen während seiner langen Improvisation nie die Ideen oder gar der Dampf aus, was dazu führt, dass er einen fließenden Strom von scheinbar endloser Melodie in einer sprudelnden Quelle von Inspiration liefert.“ Obwohl sein persönliches Leben ein Chaos gewesen sei, hätte Hayes „seine Muse nicht verloren und konnte dennoch Musik von höchster Qualität machen.“ Für Fans des britischen Jazz sei die Entdeckung des Albums ebenso bedeutend wie die Entdeckung von John Coltranes Both Directions at Once: The Lost Album im Jahr 2018. Warlands Fazit lautet: „Das verlorene Album von Tubby Hayes erinnert eine neue Generation von Jazz-Enthusiasten an einen wichtigen musikalischen Wegbereiter, der vor einem halben Jahrhundert die Fackel für den britischen Jazz trug.“